# Cratere Tak
Tak  è un cratere sulla superficie di Marte.